# 봉곡중학교 (경북)
봉곡중학교(逢谷中學校)는 대한민국 경상북도 구미시 봉곡동에 위치한 공립 중학교이다.

## 학교 연혁
- 2001년 8월 9일 : 학급 승인(36학급)
- 2003년 3월 1일 : 초대 김동준 교장 취임
- 2003년 3월 5일 : 제1회 입학식(11학급 입학생 345명)
- 2004년 11월 18일 : 쑥고을 도서관 개관
- 2011년 3월 1일 : 교육과정 자율학교 지정
- 2012년 3월 1일 : 도지정 정책 연구학교 운영(에너지절약, 2년간)
- 2014년 3월 1일 : 자율학교 지정(특성화된 교육과정 운영)
- 2016년 2월 16일 : 2016명품학교 지정
- 2016년 4월 22일 : 2016수학나눔학교 지정
- 2022년 12월 23일 : 제18회 졸업식(졸업생 299명, 누계 5,883명)
- 2023년 3월 2일 : 제21회 입학식(12학급 318명)
- 2023년 9월 1일 : 제10대 김유근 교장
- 2024년 3월 4일 : 제22회 입학식(10학급 245명)

## 참고 자료
- 봉곡중학교 - 한국교육학술정보원 학교알리미